# Worten
Worten es una cadena portuguesa de establecimientos dedicada a la venta de electrodomésticos y electrónica perteneciente al grupo portugués Sonae. Worten; cuenta con tiendas en Portugal y España.

## Historia
La primera tienda Worten fue inaugurada el 12 de marzo de 1996 en Chaves (Portugal). Desde entonces ha experimentado una gran expansión, hasta llegar a los de 125 puntos de venta en territorio luso y 60 en territorio español. 
Worten pertenece al grupo portugués Sonae, al que también pertenecen otras grandes superficies como los hipermercados Continente, las tiendas de ropa infantil Zippy o las tiendas de deporte Sport Zone.

### Worten en España
Worten se implantó en el mercado español a través de la compra en 2008, de los nueve establecimientos que tenía en España la cadena francesa Boulanger.
En 2011 amplió su presencia, al hacerse con los ocho establecimientos de la cadena PC City.
En 2013 la empresa cerró el ejercicio con 76 millones de euros de pérdidas, empeorando las cifras del año anterior. La mala situación de la filial de Sonae obligó a su matriz a cubrir sus pérdidas con aportes de capital como el que tuvo lugar en abril de 2015 por cuantía de 100 millones de euros. Aun así, la empresa seguía planteando crear hasta diez nuevas tiendas en una nueva inversión de 25 millones de euros.
El 13 de enero de 2021, MediaMarkt anunció la compra de 17 tiendas de Worten en España, manteniendo los trabajadores y subrogando los locales. De sus tiendas restantes, Worten cerraría 15 de ellas, volcándose así en su web online y la cadena de tiendas en Canarias, donde se mantiene en el mercado isleño con 15 tiendas.

## Tiendas en España
| Provincias                          | Tiendas |
| ----------------------------------- | ------- |
| Provincia de Las Palmas             | 11      |
| Provincia de Santa Cruz de Tenerife | 10      |
| Total                               | 21      |

- Adeje
- Arguineguín
- Arrecife (2)
- Breña Alta
- Corrajelo
- Icod de los Vinos
- Las Palmas de Gran Canaria (4)
- Los Llanos de Aridane
- Los Realejos
- Playa Honda
- Puerto del Rosario
- Santa Cruz de Tenerife (4)
- Vecindario
- Villa de la Orotava